# Métamorphe
Cet article concerne la science-fiction. Pour le genre d’algues rouges, voir Metamorphe.
Ne doit pas être confondu avec Tétramorphe.
 (novembre 2017).
 (novembre 2017).
- Si vous ne connaissez pas le sujet, laissez ce bandeau (vous pouvez alors contacter les auteurs).
- Si vous supprimez le contenu mis en cause (vous pouvez préalablement contacter les auteurs),

argumentez précisément cette suppression dans la page de discussion
(un manque de référence n'est pas un argument ; une recherche réelle de référence doit avoir été effectuée, être formellement documentée).

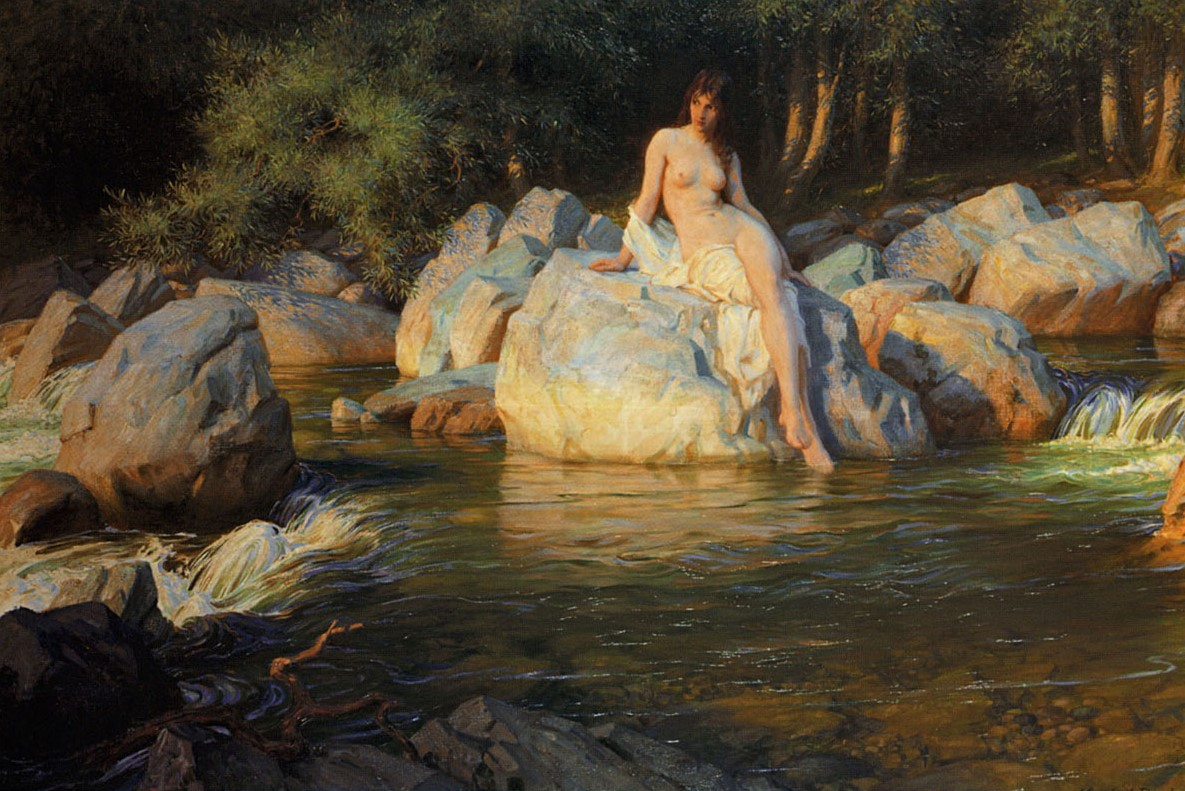
Kelpie (sous forme humaine) par Herbert Draper.

Le métamorphe est généralement un être ayant la capacité de modifier son apparence physique. La métamorphose est un thème courant depuis l'antiquité dans de nombreuses mythologies, religions, folklores, ainsi que dans la culture populaire moderne telle que la science-fiction et la fantasy.

## Folklore
Pratiquement toutes les cultures ont développé des mythes de métamorphose animale, ou thérianthropie. Presque tous les animaux familiers (et d'autres espèces plus rares) ont donné naissance à un mythe de métamorphose. Couramment, l'animal impliqué dans la transformation abonde dans la région où l'histoire se déroule. Bien que les métamorphes soient le plus souvent humanoïdes, il existe également de nombreux récits d'animaux capables de se transformer.
Dans le folklore, les créatures métamorphes sont couramment les loups-garous et les vampires (le plus souvent d'origine européenne, canadienne et amérindienne). Dans le folklore des pays d’Asie de l’Est, différents animaux sont dotés de pouvoirs de métamorphoses notamment au Japon, c’est le cas du renard (esprit-renard ; bake-gitsune) du tanuki (bake-danuki) ou du chat (Bakeneko). La crocotta est un chien-loup mythique d'Inde ou d'Éthiopie. Les dieux, les déesses et les démons de nombreuses mythologies, tels que le Loki nordique et le dieu grec Protée sont aussi des métamorphes. Il est également courant que des divinités transforment des mortels en animaux et plantes.
La lycanthropie concerne la métamorphose en loup, et les créatures qui subissent cette transformation sont appelées des lycanthropes. Cependant, ces termes ont également servi à décrire toutes sortes de transformations humain-animal, ainsi que les créatures qui les subissent. La thérianthropie décrit un personnage qui partage des traits humains avec des capacités ou des traits empruntés à d'autres animaux.
Dans des légendes indiennes, on trouve le terme skin-walker, qui caractérise un individu doué du pouvoir surnaturel de se transformer en un animal de son choix, après en avoir revêtu la fourrure.

## Mythologie

### Mythologie gréco-romaine
Dans la mythologie gréco-romaine, les métamorphoses sont fréquentes. Les cas les plus connus concernent les dieux du Panthéon, en particulier Zeus (plusieurs de ses métamorphoses sont au cœur des Métamorphoses d'Ovide) mais aussi Artémis, Poséidon.
La notion de métamorphose peut être étendue aux créatures élémentaires telles que les naïades et les dryades.

## Concepts et thèmes abordés
La capacité de transformation est généralement le fait d’un pouvoir intrinsèque, comme c’est le cas pour des créatures mythologiques, ou bien être le fruit d'une intervention divine ou d'un autre procédé magique ou technologique.
Comme après une métamorphose biologique, l’entité résultante peut ressembler à l’original ou au contraire prendre une apparence totalement différente. La transformation peut être volontaire ou non, si le métamorphe a été le sujet d'une malédiction ou d'un sortilège. Dans certains folklores, le métamorphe peut avoir des difficultés à retrouver sa forme originale après sa transformation. Il peut aussi s'agir pour une entité d'adopter une apparence physique. Il ne s'agit pas exclusivement d'humains, comme les loups-garous ou les changelins, mais aussi de nombreuses divinités. On retrouve aussi souvent dans les récits récents tels que les romans, des humains (ou non-humains) habités/hantés par l'esprit d'une bête, peu importe la bête, qui les submerge, provoquant alors la métamorphose. Il s'agit alors d'une cohabitation corporelle entre l'âme humaine et l'âme animale.

## Période moderne
Le 22 avril 1964, le tribunal correctionnel de Booué, au Gabon, déclare innocent un homme qui, au cours d'une partie de chasse, en a abattu un autre. Dans cette affaire, le tribunal déclare que l'accusé a bien tiré sur un chimpanzé car la victime était alors transformée en cet animal.

## Fiction duXIXeet duXXesiècle
- Dans Dracula de Bram Stoker, le comte Dracula a le pouvoir de se transformer en chauve-souris, en chien, en loup, en grains de poussière sur des rayons de lune ou en brouillard[2].

## Culture populaire
La culture populaire est imprégnée par le concept de transformation qui est souvent omniprésent dans les médias destinés à la jeunesse.

### Littérature de science-fiction
- Dans le Cycle de Majipoor de Robert Silverberg, un métamorphe désigne la créature indigène de la planète Majipoor. Naturellement de couleur grise et de visage inexpressif, les métamorphes tirent leur nom de la capacité à changer leur forme pour celle d'autres espèces (dont les hommes).
- Le roman Une forme de guerre de Iain Banks met en scène Horza, un métamorphe, face à la Culture. Dans le monde de Iain M. Banks, les métamorphes sont des humanoïdes génétiquement modifiés capables d'entrer dans un état de transe leur permettant de modifier leur apparence physique.
- Dans le roman Chroniques des Cheysulis de Jennifer Roberson, le terme métamorphes est une appellation péjorative du peuple Cheysuli.
- La série de romans Animorphs met en scène un grand nombre de personnages dotés de la faculté de « morphoser », c'est-à-dire de se transformer en toute créature dont ils ont acquis l'ADN par simple contact physique. Ces personnages incluent essentiellement les héros de la série, mais aussi leur ennemi Vysserk Trois et la race extraterrestre des Andalites.
- La trilogie L'Autre de Pierre Bottero utilise le terme « Métamorphe » pour désigner les humains membres d'une « Famille » qui peuvent se métamorphoser en animaux de même corpulence qu'eux. Ce don se manifeste à des âges différents selon les gens mais plutôt vers l'adolescence. Le sujet ressent « un appel » auquel il ne doit pas résister. Au début il peut se transformer en n'importe quel animal (avec la restriction de la corpulence) mais avec le temps l'accès à d'autres formes que celles (une ou deux maximum) qu'il a privilégiées devient de plus en plus difficile voire impossible.
- Dans Dune de Frank Herbert, les Danseurs-Visages du Bene Tleilax sont une force redoutable. Ce qu'on appelle leur sympatico leur permet de reproduire toute apparence humaine ; plus tard, ils sauront même absorber les esprits humains, au point parfois d'oublier leur condition. Ils se disent hermaphrodites jadacha, capables de changer de sexe à volonté. Les Danseurs-Visage sont des êtres de synthèse, nés en cuves Axolotl, esclaves par nature, utilisés pour des missions-suicides. Scytale est cependant transformé en Danseur-Visage pour les besoins de sa mission (assassiner Muad'Dib), et Khrone finira par trahir ses maîtres les machines pensantes afin de récolter les fruits de la guerre entre Hommes et Robots.

Il existe aujourd'hui de nombreux genres littéraires en dehors de la science-fiction qui font intervenir des métamorphes en tous genres. Ainsi, on en trouve dans des genres tels que l'heroic fantasy, le fantastique, parfois aussi le policier, etc.

### Jeux de rôle
- Dans le jeu de rôle Donjons et Dragons, certains druides sont métamorphes. Ils sont capables de prendre des formes d'animaux de la forêt. De même, certains lanceurs de sorts peuvent devenir de vrais métamorphes en n'ayant pratiquement plus de limitations lors de leurs transformations. Certains monstres sont aussi métamorphes, comme le Doppelgänger.
- Dans Nephilim, un métamorphe est un ensemble de traits symboliques, tant physiques que mentaux, qui exprime la nature magique des personnages du jeu. On peut ainsi être du métamorphe ondine, phénix, satyre, etc. Bien qu'il ne s'agisse pas forcément de traits animaux, les héros acquièrent progressivement des caractéristiques inhumaines, et certains deviennent très animalisés d'aspect.
- Dans Hurlements (et Chimères, seconde édition de seconde édition de Hurlements), tous les héros sont des thérianthropes, capables de se muer en divers animaux. Leur progression vers le savoir leur donne accès à de nouvelles formes.
- Loup-garou : L'Apocalypse et Loup-garou : Les Déchus (le premier appartenant au Monde des ténèbres, le second au Monde des ténèbres 2) proposent de jouer des métamorphes. Initialement limités aux loups-garous, des suppléments permettent de jouer des hommes-requins, tigres, crocodiles…

### Comics
Dans les comics, les personnages métamorphes sont nombreux. Parmi les plus connus, on trouve notamment Mystique, une mutante de Marvel Comics, et le Martian Manhunter, un extraterrestre chez DC Comics. Tous deux peuvent changer de forme à volonté.

### Séries télévisées
- Dans Cosmos 1999, le personnage de Maya, qui apparaît dans la deuxième saison, est une métamorphe.
- Dans Star Trek: Deep Space Nine, le personnage d'Odo, chef de la sécurité sur la station Deep Space Nine, est un métamorphe dont l'espèce est appelée Changeant, Fondateur, Korrigan ou tout simplement métamorphe.
- Dans les séries animées Ben 10, Ben 10: Alien Force, Ben 10: Ultimate Alien et Ben 10: Omniverse, le héros, Ben Tennyson, peut, grâce à un artefact extraterrestre appelé Omnitrix, se changer pour une durée limitée en différents espèces extraterrestres. Certaines races qu'il rencontre, comme les Boueux ou les Limax, sont également dotés de facultés de métamorphe. Par ailleurs, l’espèce de Transformo s'appelle « polymorphe » ; et l'espèce de Biotech s'appelle « méchamorphe galvanique », jeu de mots avec « mécha » (machine) et « polymorphe ».
- Dans la série Supernatural, à plusieurs reprises des démons polymorphes/métamorphes apparaissent : dans les épisodes Faux frère lors de la saison 1, Le Polymorphe de la saison 2, ainsi que Film d'horreur durant la saison 4.
- Dans la série américaine Lost, le Monstre, interprété par Titus Welliver, est une mystérieuse créature de l'île, probablement créée à partir du frère de Jacob et de la Source en l'an 43. Il a une conscience propre, semble immortel et peut se manifester sous la forme d'une épaisse colonne de fumée noire ou prendre une forme humaine, voire animale. Il a longtemps cherché à quitter l'île et pour cela, est parvenu à convaincre Ben de tuer Jacob, qui l'en empêchait.
- Dans la série américaine True Blood, on retrouve des métamorphes appelés « change-formes » qui peuvent se transformer en n'importe quel animal, à condition de l'avoir déjà vu ; ou même de prendre la forme d'un autre humain à condition d'avoir déjà tué un autre métamorphe. On retrouve également dans cette série des loups-garous, ainsi que des panthères-garous. On découvre au cours de la série que certains personnages sont métamorphes, comme Sam Merlotte et son frère Tommy Mickens.
- Dans Fringe, le sang des polymorphes qui interviennent parfois dans l'action « est fait de mercure » (saison 3, épisode 4).
- Dans Buffy contre les vampires, la Force est une divinité qui prend l'apparence de n'importe quelle personne ou créature morte.
- Dans Heroes, Candice Wilmer et James Martin ont la capacité de prendre l'apparence de n'importe qui.
- Dans Pokémon, Métamorph est un pokémon doté du pouvoir de copier l'ADN de tous les pokémons qu'il rencontre, et d'imiter leurs attaques. Mew le peut aussi.
- Dans Manimal, le héros, Jonathan « Jessy » Chase, est capable, grâce à un secret ancestral, de se métamorphoser en panthère, ours, chat, serpent ou faucon, entre autres.
- Dans Charmed, les Êtres de lumière ont la capacité de prendre l'apparence de n'importe qui.
- Dans Terminator : Les Chroniques de Sarah Connor (tout comme dans le film Terminator 2 : Le Jugement dernier), les androïdes T-1000 sont constitués d'un alliage « polymimétique » dont les propriétés physiques leur permettent à la fois de se liquéfier (métal liquide) et de se régénérer instantanément. Le T-1000 a la faculté de changer de forme, de couleur, d'aspect (et de volume de façon limitée).
- Dans le premier épisode de la deuxième saison de Misfits, les personnages sont confrontés à une métamorphe qui prend régulièrement l'apparence de l'un d'entre eux et s'efforcent de savoir qui elle est à plusieurs reprises.
- La série Teen Wolf met en scène de nombreux lycanthropes qui utilisent leurs capacités pour protéger leurs proches.
- Dans le huitième épisode de la première saison de LoliRock, Talia tombe sous le charme de Kyle, un garçon qui vient d'arriver en ville. Mais il s'avère que Kyle est un métamorphe envoyé par Praxina et Mephisto.
- Dans le deuxième épisode de la deuxième saison de Souvenirs de Gravity Falls, Dipper, Mabel, Mousse et Wendy vont dans un abri souterrain trouvé dans grâce au journal de Dipper et y rencontrent un métamorphe.
- Dans la série Winx Club, trois personnages sont capables de se métamorphoser : Duman, Kalshara, et la sorcière Darcy.
- Dans la saison 1 de Mercredi, Larissa Weems, la directrice de Nevermore, est une métamorphe.

### Cinéma
Hormis les adaptations de roman, de comics ou de séries :
- Le T-1000 dans Terminator 2: Le Jugement dernier.
- La chasseuse de primes Zam Wesell dans Star Wars, épisode II : L'Attaque des clones.
- Camilo dans Encanto: La Fantastique Famille Madrigal.